# Jüdischer Friedhof (Weiler bei Monzingen)
Der Jüdische Friedhof Weiler bei Monzingen ist ein Friedhof in der Ortsgemeinde Weiler bei Monzingen im Landkreis Bad Kreuznach in Rheinland-Pfalz. 
Der jüdische Friedhof liegt nordöstlich des Ortes auf dem Müllersberg. 
Auf dem von einem Jägerzaun umgebenen 472 m² großen Friedhof, der um 1850 angelegt und bis zum Jahr 1936 belegt wurde, befinden sich neun Grabsteine und Grabsteinfragmente. Ursprünglich waren 15 Grabsteine vorhanden.